# طفح باطن
طفح باطن أو طفح باطني (بالإنجليزية: Enanthem)‏ هو طفح (نقط صغيرة) في الأغشية المخاطية، ويحدث عادةً في المرضى المُصابين بالجدري أو الحصبة أو جدري الماء أو الطفح الوردي، كما يُشير هذا الطفح إلى فرط التحسس. من الممكن أن يظهر الطفح الباطن عند حدوث الطفح الظاهر الفيروسي.